# Менчаково (Владимирская область)
Менчаково — село в Суздальском районе Владимирской области России, входит в состав Селецкого сельского поселения.

## География
Село расположено на берегу речки Ирмес (бассейн Клязьмы) на автодороге Суздаль — Гаврилов Посад в 8 км на северо-запад от райцентра города Суздаль.

## История
В XVIII веке в Менчакове существовала деревянная церковь в честь Рождества Пресвятой Богородицы, но к концу столетия обветшала и была разобрана. Вместо неё средствами прихожан и помещиков Кашинцевых в 1795 году по благословению Виктора, епископа Суздальского и Владимирского, построена каменная пятиглавая церковь в честь Рождества Пресвятой Богородицы. В 1799 году в этой церкви сделаны два тёплых придела с престолами: в честь святителя и чудотворца Николая и святых Феодора и Иоанна, Суздальских чудотворцев. Колокольня при церкви каменная. В 1896 году приход: село и деревни Курки и Пантелиха; всех дворов в приходе 196, душ мужского пола 490, женского — 568. С 1890 года в селе существовала церковно-приходская школа и помещалась в церковном доме.
В конце XIX — начале XX века село входило с состав Бородинской волости Суздальского уезда.
С 1929 года село входило в состав Романовского сельсовета Суздальского района, позднее Весьского сельсовета.

## Население
| 1859 | 1905 | 1926 | 2002 | 2010 | 2021 |
| ---- | ---- | ---- | ---- | ---- | ---- |
| 509  | ↗529 | ↗710 | ↘86  | ↗88  | ↘87  |

## Достопримечательности
В селе находится действующая Церковь Рождества Пресвятой Богородицы (1795) (Богородице-Рождественское подворье Суздальского Покровского женского монастыря).